# Источни железнички коридор (Аустрија)
Источни железнички коридор у Аустрији је део европске двоколосечне железничке магистрале Париз-Минхен-Беч-Будимпешта-Букурешт, односно Париз-Минхен-Беч-Будимпешта-Београд-Софија-Истанбул.